# 國道505號

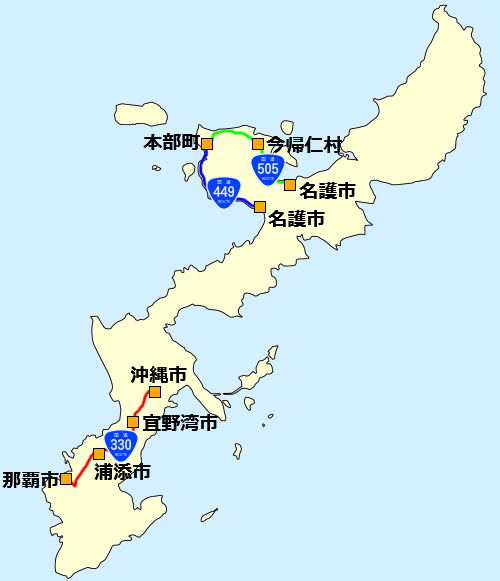
路線圖

國道505號是從沖繩縣國頭郡本部町至沖繩縣名護市的一般國道。

## 概要
- 陸上距離：22.2km
- 起點：沖繩縣國頭郡本部町（字浦崎、国道449号）
- 終點：沖繩縣名護市（字仲尾次、国道58号）
- 主要通過地區：沖繩縣國頭郡今歸仁村

## 共線路段
- 沖繩縣道91号本部循環線（起点～名護市吳我）
- 沖繩縣道72号名護運天港線（今歸仁村仲宗根）
- 沖繩縣道248号屋我地仲宗根線（今歸仁村仲宗根～天底）

## 外部連結
- 沖繩縣土木建築部 （页面存档备份，存于）（土木企画課）
  - 沖繩縣土木建築部道路街路課 （页面存档备份，存于）
  - 沖繩縣土木建築部道路管理課 （页面存档备份，存于）
  - 沖繩縣北部土木事務所 （页面存档备份，存于）